# Miyamoto Ryu
Ryu Miyamoto (sinh ngày 4 tháng 8 năm 1992) là một cầu thủ bóng đá người Nhật Bản.

## Sự nghiệp câu lạc bộ
Ryu Miyamoto đã từng chơi cho Gainare Tottori.